# Liste der Stolpersteine in Bitterfeld-Wolfen
Die Liste der Stolpersteine in Bitterfeld-Wolfen enthält die Stolpersteine, welche im Rahmen des gleichnamigen Kunst-Projekts von Gunter Demnig in Bitterfeld-Wolfen verlegt wurden. Mit ihnen soll Opfern des Nationalsozialismus gedacht werden, die in Bitterfeld-Wolfen lebten und wirkten. Zwischen 2013 und 2019 wurden insgesamt sieben Steine an zwei Adressen verlegt.

## Verlegungen
- 3. April 2013: vier Steine an einer Adresse[1]
- 25. Februar 2019: drei Steine an einer Adresse[2]

## Liste der Stolpersteine
| Adresse                        | Datum der Verlegung | Person | Inschrift | Bild | Bild des Hauses |
| ------------------------------ | ------------------- | --- | --- | ---- | --------------- |
| Burgstraße 40 ·                | 3. Apr. 2013        | Helga Beermann geb. Nussbaum (1915–1996) Helga Nussbaum floh 1933 nach Dänemark und später nach Schweden. Sie heiratete und bekam einen Sohn. Sie starb 1996. | Hier wohnte HELGA NUSSBAUM verh. Beermann Jg. 1915 Flucht 1933 Dänemark Schweden überlebt                                                 |      |                 |
| Burgstraße 40 ·                | 3. Apr. 2013        | Helmut Nussbaum (1911–2005) Helmut Nussbaum floh 1933 nach Frankreich. Dort arbeitete er in der Landwirtschaft und wurde französischer Staatsbürger. Er heiratete und hatte mit seiner Frau zwei Kinder. Bei Kriegsausbruch wurde er zum Militär eingezogen. Er diente als Soldat und geriet in deutsche Gefangenschaft. 1945 wurde er bei Hannover befreit. Später ließ er sich in Saarbrücken nieder, wo er 2005 starb. | Hier wohnte HELMUT NUSSBAUM Jg. 1911 Flucht 1933 Frankreich französischer Soldat Kriegsgefangenschaft befreit/überlebt                    |      |                 |
| Burgstraße 40 ·                | 3. Apr. 2013        | Jenny Nussbaum geb. Lind (1885–1955) Jenny Nussbaum floh mit ihrem Mann 1940 zunächst nach Belgien und später allein nach Frankreich. Sie wurde 1944 verhaftet und interniert, aber noch im gleichen Jahr befreit. Sie starb 1955 in Metz. | Hier wohnte JENNY NUSSBAUM geb. Lind Jg. 1885 Flucht 1940 Belgien/Frankreich interniert Gurs Le Change befreit/überlebt                   |      |                 |
| Burgstraße 40 ·                | 3. Apr. 2013        | Max Meyer Nussbaum (1882–1944) Max Nussbaum kam in Frankfurt (Oder) zur Welt und lebte später in Jeßnitz und Dessau. In Bitterfeld betrieb er zunächst ein Textilgeschäft und ab 1928 ein Manufakturgeschäft. Ab 1933 war er häufigen Repressalien ausgesetzt und musste 1938 sein Geschäft zwangsverkaufen. Gegen eine Zahlung von 10.000 Reichsmark konnte er 1940 mit seiner Frau nach Belgien fliehen. Max Nussbaum ging nach Brüssel, wurde aber 1944 verhaftet und über Mechelen und Gurs nach Auschwitz deportiert, wo er ermordet wurde. | Hier wohnte und arbeitete MAX MEYER NUSSBAUM Jg. 1882 Flucht 1940 Belgien interniert Malines deportiert 1944 Auschwitz ermordet Nov. 1944 |      |                 |
| Rudolf-Breitscheid-Straße 38 · | 25. Feb. 2019       | Alfred Mottek (1906–?) Alfred Mottek kam mit seiner Familie aus der Berlin in die damals eigenständige Gemeinde Greppin. 1928/29 übernahm er ein Kaufhaus samt zugehörigem Grundstück und eröffnete ein Textilgeschäft. Nach den Novemberpogromen 1938 wurde das Geschäft „arisiert“ und die Familie musste nach England fliehen. | Hier wohnte ALFRED MOTTEK Jg. 1906 Flucht 1938 England                                                                                    |      |                 |
| Rudolf-Breitscheid-Straße 38 · | 25. Feb. 2019       | Harry Mottek (1934–?) Harry Mottek war der Sohn von Alfred und Ottilie Mottek. 1938 floh er mit seinen Eltern nach England und übersiedelte später in die Vereinigten Staaten. | Hier wohnte HARRY MOTTEK Jg. 1934 Flucht 1938 England                                                                                     |      |                 |
| Rudolf-Breitscheid-Straße 38 · | 25. Feb. 2019       | Ottilie Mottek (1907–?) Ottilie Mottek war die Ehefrau von Alfred Mottek. 1938 floh sie mit ihrer Familie nach England. | Hier wohnte OTTILIE MOTTEK Jg. 1907 Flucht 1938 England                                                                                   |      |                 |